# Lafayette (Virginia)
Lafayette es un lugar designado por el censo situado en el condado de Montgomery, Virginia  (Estados Unidos). Según el censo de 2010 tenía una población de 449 habitantes.

## Demografía
Según el censo de 2010, Lafayette tenía una población en la que el 96,7% eran blancos; el 1,1% afroamericanos; el 0,0% eran indios americanos y nativos de Alaska; el 0,0% eran asiáticos; el 0,0% hawaianos y otros isleños del Pacífico; el 0,9% de otra raza, y el 1,3% a partir de dos o más razas. El 3,1% del total de la población eran hispanos o latinos de cualquier raza.